# 捉猴啦 (遊戲)
《捉猴啦》是由索尼电脑娱乐日本工作室开发，索尼电脑娱乐发行的平台游戏，于1999年在PlayStation上推出。本作是捉猴啦系列的首款游戏，讲述了白色猴子斯贝达在戴上实验用头盔后获得了高度智慧，并萌生邪恶计划的故事。斯贝达集结了一支猿猴大军，派遣他们穿越时空，试图改写历史。玩家控制主角小翔，借助特殊装置捕捉猿猴。
《捉猴啦》以第三人称视角展开游戏。玩家需要使用多种工具，在丰富多样的场景中追捕猿猴。本作是首款必须使用PlayStation的DualShock控制器游玩的游戏，游戏的操作充分利用了DualShock手柄的模拟摇杆功能。《捉猴啦》的开发历时两年多，其间最大的挑战在于如何充分发挥全新控制器的特性。
《捉猴啦》获得了评论家们的一致好评，其对双模拟摇杆的创新运用、优秀的画面和音乐都备受赞誉。尽管如此，游戏的配音部分仍受到了一些批评。《捉猴啦》被誉为PlayStation平台最出色的游戏之一，并多次再版。自2002年的《捉猴啦2》开始，本作不断推出续作和衍生作品，形成了一个庞大的系列。重制版《捉猴啦P！》于2005年在PlayStation Portable上推出，评价褒贬不一。